# Grumman EA-6 Prowler
Le Grumman EA-6B Prowler est une version de l'A-6 Intruder spécialisée dans la guerre électronique et le contrôle des opérations aériennes. Elle a été construite à 170 exemplaires mis en service dans l'US Navy à partir 1971, et dont les derniers ont été retirés du service par l'USMC en 2019.

## Description

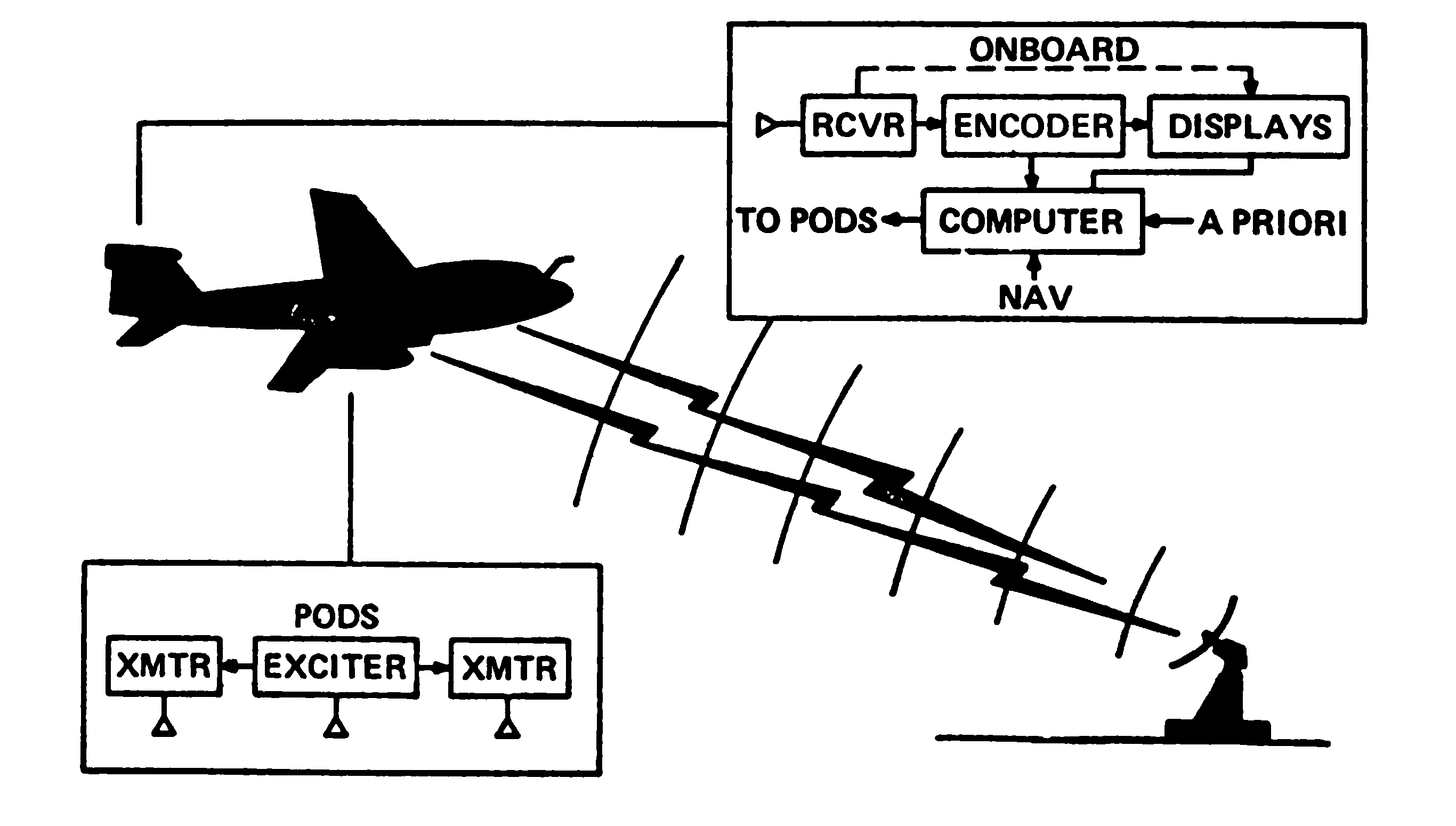
Principe du système de brouillage radar du EA-6B.

L'EA-6B Prowler est un avion construit par Northrop Grumman Aerospace sur la base de l'A-6 Intruder. Par rapport à l'Intruder, le fuselage a été allongé d'un mètre (notamment pour loger les deux membres d'équipage supplémentaires) et la masse à vide augmentée de plus de 3 000 kg (entre autres par les équipements électroniques).
La base de l'équipement est le système de brouillage AN/ALQ-99 Tactical Jamming System. La nacelle au sommet de la dérive contient différents détecteurs destinés à repérer les émissions radar adverses en vue de leur brouillage. Le Prowler peut également emporter jusqu'à quatre nacelles d'équipements complémentaires sous les ailes, voire être armé de missiles antiradars AGM-88 HARM si besoin.
Conçu pour opérer à partir de porte-avions ou de bases avancées, le Prowler est un système complètement intégré de guerre électronique longue distance, tout temps et à capacité avancée. La mission primaire de l'appareil est de protéger les attaques aériennes et les forces au sol en contrant les activités électroniques adverses et en obtenant des informations sur les émissions électroniques dans la zone de combat. Il est équipé de l'Air Tactical Data System.

## Histoire

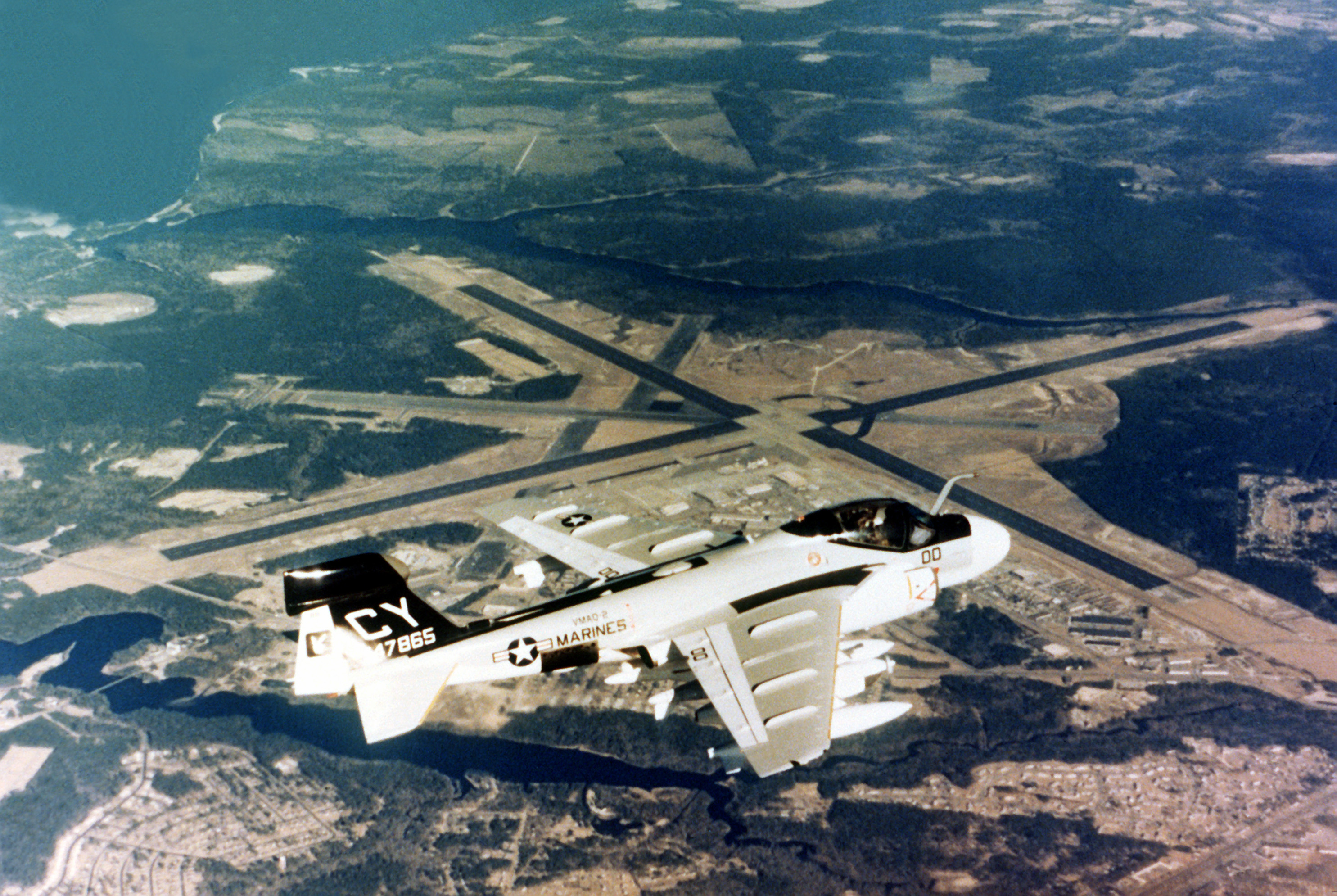
Un EA-6A en 1978 au dessus de la base aérienne de Cherry Point.

Les travaux sur une version de guerre électronique de l'Intruder commencent en 1964. Le premier prototype, un A-6A modifié, fait son vol inaugural le 25 mai 1968. La production en série débute en janvier 1971 et des réacteurs J52 plus puissants sont installés en cours de route. Les premières missions de combat au Viêt Nam ont lieu en juillet 1972. Le dernier des 170 exemplaires est livré en 1991.
Différentes mises à jour de l'équipement sont apportées au fil du temps : passage à la configuration EXCAP en 1973, ICAP en 1975, ICAP II en 1980, Block 89A à la fin des années 1990. Ces désignations cachent l'amélioration de la capacité du système AN/ALQ-99 ou l'ajout de nouveaux équipements comme un GPS. Un projet de mise à jour plus ambitieux baptisé ADVCAP, comprenant l'installation de réacteurs plus puissants et des modifications de structure en plus de la mise à jour de l'électronique, est abandonné faute de financement au début des années 1990.
Depuis la mise à la retraite en 1995 des EF-111 Raven par l'US Air Force, il est le seul avion de guerre électronique en service et à être partagé entre les deux armes (US Navy et US Marine Corps).
Au sein de l'US Navy, le dernier déploiement embarqué a lieu sur le USS George H. W. Bush (CVN-77) avec le VAQ-134 en 2014 et l'avion effectue son dernier vol le 27 juin 2015. Il est progressivement remplacé à partir de 2009 par l'EA-18G Growler, un nouveau dérivé du F/A-18 Hornet destiné à l'US Navy. Tammie Jo Shults est la première femme à piloter cet avion. 
L'USMC est par conséquent le dernier à utiliser le Prowler. Il y a quatre escadrons de six avions chacun en décembre 2015, et un escadron est fermé chaque année qui suivit. Finalement, le 8 mars 2019, la dernière formation à l'utiliser, le Marine Tactical Electronic Warfare Squadron 2 (VMAQ-2 (en)), basé à Marine Corps Air Station Cherry Point, à Havelock (Caroline du Nord), est désactivé. L'USMC ne remplacera pas ses EA-6B par des EA-18 Growler, comme l’a fait l’US Navy. Il est en effet question d’appliquer une « stratégie distribuée », c’est-à-dire qu’il s’agira d’installer une nacelle Intrepid Tiger II sur n’importe quel aéronef des Marines, afin de faire en sorte que chaque plateforme puisse fonctionner comme un capteur et/ou un « nœud de guerre électronique ». En outre, il s’agira également de miser sur les capacités du F-35B dans ce domaine ainsi que sur les drones.

## Engagements
Deux escadrons de Prowler servent pendant la guerre du Viêt Nam, effectuant 720 missions sans aucune perte. Puis, l'EA-6B est engagé lors de la guerre du Koweït (1990-1991), la guerre du Kosovo (1999), la guerre d'Afghanistan, la guerre d'Irak et de 2016 à 2018 prend part aux opérations aériennes de la coalition internationale en Syrie.

## Variantes
- EA-6B - Version quadriplace de guerre électronique (170 construits)

## Utilisateurs
- États-Unis (United States Navy, US Marine Corps)

## Incidents notables
Bien qu'aucun Prowler n'ait été perdu en combat, plus d’une quarantaine ont été détruits dans des accidents divers.
- Le 26 mai 1981, un EA-6B s'écrase sur le pont d'envol de l'USS Nimitz et provoque un incendie, tuant 14 hommes d'équipage et en blessant 45 autres.
- Le 3 février 1998, un EA-6B du VMAQ-2 de la base d'Aviano en Italie cause la catastrophe du téléphérique de Cavalese, en coupant les câbles de ce dernier, tuant 20 personnes.
- En 1998, un mémorial à la base aéronavale de Whidbey Island est consacré aux 44 membres d'équipage perdus dans des accidents à bord d’EA-6B.
- Le 10 novembre 1998, le total est porté à 48 lorsque quatre membres d'équipage perdent la vie dans une collision avec un S-3 Viking lors d’exercices d’appontage de nuit sur l'USS Enterprise.
- On enregistre encore six autres pertes d’avions entre 1998 et 2012.
- Le 11 mars 2013, un EA-6B s'écrase dans l'est de l'état de Washington. Les trois membres d'équipage sont tous tués[6].

### Développement lié
- A-6 Intruder

### Aéronefs comparables
- EF-111A Raven
- EA-18G Growler